# Битка код Нарве (1700)
Битка код Нарве (рус. Битва при Нарве; швед. Slaget vid Narva) је једна од првих битки која се одиграла 19. новембра 1700. између Шведске и Русије у Великом северном рату. Шведске помоћне трупе су, под командом Карла XII, поразиле три до четири пута већу Руску армију. Пре Великог Северног рата, Карл XII је натерао Данску-Норвешку да потпишу травендалски мир. Уместо да нападне Русију после битке за Нарву, Карл XII се окреће ка југу како би протерао Августа II Јаког из Ливоније и Пољске-Литваније. Цар Петар Велики освојио је Нарву тек 1704. године у опсади Нарве.

## Узрок
Русија је током 17. века технолошки каснила за остатком Европе, што је утицало и на њену војну моћ. Упркос овоме, Петар Велики је желео да прошири територију свог царства освајајући Шведске провинције у области Балтика. Русија склапа војни савез са Фредериком IV краљем Данске-Норвешке, Августом II Јаким краљем Пољске-Литваније и са кнежевином Саксонијом, како би увећала војну снагу. Потом су све напале Шведску из различитих смерова.
Уз помоћ Краљевске ратне морнарице Уједињеног Краљевства и Краљевске ратне морнарице Холандије, Карл XII је успео да искрца своје трупе у Хумлебаеку, северно од Копенхагена и приморао Данску-Норвешку да напусти савез са Русијом и потпише травендалски мир који ће трајати све до 1709. године. Убрзо затим, Карл XII шаље своје трупе преко Балтичког мора, где се придружују финским и естонским пуковима у саставу Шведског царства.
Нови руски цар Петар Велики је значајно модернизовао војску, међутим армија са којом је кренуо у битку и даље није довољно припремљена за рат. Из тог разлога Петар Велики унајмљује стране генерале и официре у нади да ће успети да надомести војне недостатке. Са друге стране Карл XII поседује једну од највећих и најдисциплинованијих армија у целој Северној Европи на којим му је Петар Велики завидео.
Током Новембра Руске трупе су опколиле град Нарву у Естонији, који је тада био део Шведског царства, покушавајући да опсадом натерају Шведску војску на предају. Саксонско-Пољска армија Августа II Јаког, под командом Адама Хајнриха фон Стеинауа је била испред града Риге у Шведској Ливонији. Уместо да нападне Ригу, Саксонско-Пољска армија се повлачи у ратни логор јужно од реке Западне Двине, што је омогућило Карлу XII да одмах крене ка Нарви, која је била под нападом Петра Великог.

## Битка
Дана 9. новембра 1700. године по Јулијанском календару, (20. новембра по Шведском календару; 30. новембра по Грегоријанском календару) Карл XII је поставио својих 8.000 војника (још 2.500 војника се налазило у самом граду) насупрот руској армији од 34.000 до 40.000 војника. Њихов задатак је био да отерају Руске трупе и на тај начин ослободе град од опсаде, док је додатних 2,500 војника чувало сам град. Шведском војском комадовао је сам Карл XII, а у томе му је помагао и генерал Карл Густав Ренскиолд. Руским трупама су командовали Петар Велики и Чарлс Еуген де Крој. Због неодложних догађаја у Русији којима је морао да присуствује, Петар Велики напушта опсаду Нарве неколико дана пре саме битке. Претпоставио је да Карл XII неће покушати да нападне његову бројнију армију као и да ће његови командати стрпљивом опсадом издејствовати победу.
Током дана снежна мећава је онемогућавала обе стране да нападну. Карл XII је приметио да поподне снежна олуја и ветар мењају свој правац директно угрожавајући руске трупе.Наредивши својим војницима да нападају само у одређеним временским условима, Шведске трупе су се поделиле у две колоне, брзо пробиле Руске линије, поделиле их на три блока и опкружиле их. Кључни моменат саме битке био је при повлачењу руских трупа преко моста на Нарви који се срушио. Бекство у паници довело је до губитка од  6.000–18.000 руских војника, док се остатак руске војске предао.

### Руски споменик
Године 1900. након 200 година, Преображенски пук и Семионовски пук иницирали су изградњу споменика руским војницима који су погинули у бици код Нарве. Споменик садржи гранитно постоље са крстом на врху и на њему је урезано: "Нашим херојским прецима који су погинули у новембру 1700. године."

### Победнички споменик
Нинистар спољних послова Шведске Лена Хјем-Вален је 20. новембра 2000. године означила почетак радова на новом споменику шведским победницима. Његову изградњу финансирао је шведски институт и тај споменик заменио је стари из 1936. године, који је нестао за време Другог светског рата. Изнад самог споменика налази се "Шведски лав", његова лева шапа наслоњена је на лопту на којој су угравиране Три Круне. Латински натпис на самом споменику гласи "Svecia memor" или "Шведска памти".